# الشولى (وشحة)

تعديل مصدري - تعديل

الشولى هي إحدى قرى عزلة ضاعن بمديرية وشحة التابعة لمحافظة حجة، بلغ تعداد سكانها 41 نسمة حسب تعداد اليمن لعام 2004.